# Каменное (Полтавская область)
Каменное (укр. Камінне) — село,
Котелевский поселковый совет,
Котелевский район,
Полтавская область,
Украина.
Код КОАТУУ — 5322255101. Население по переписи 2001 года составляло 27 человек.

## География
Село Каменное находится на правом берегу пересыхающей реки Орешня, недалеко от её истоков, на противоположном берегу — село Михайлово.

## История
- 1928 — дата основания села.

## Известные люди
В селе родился Коросташов, Александр Григорьевич — Герой Украины.